# Institut Ayn Rand
L'Ayn Rand Institute és un institut que recolza l'objectivisme, la filosofia d'Ayn Rand. Va ser fundat en 1985 per Leonard Peikoff, un intel·lectual objectivista i amic de Rand. El president actual del Institut Ayn Rand és Yarom Brook.
Objectivisme és el nom que Ayn Rand va donar a la seva filosofia, presentada inicialment mitjançant els herois de les seves famoses novel·les "El manantial" (1943) i "La revolta d'Atles" (1957), i més endavant en altres llibres i assajos.